# John Henry Walker
Pour les articles homonymes, voir Walker.

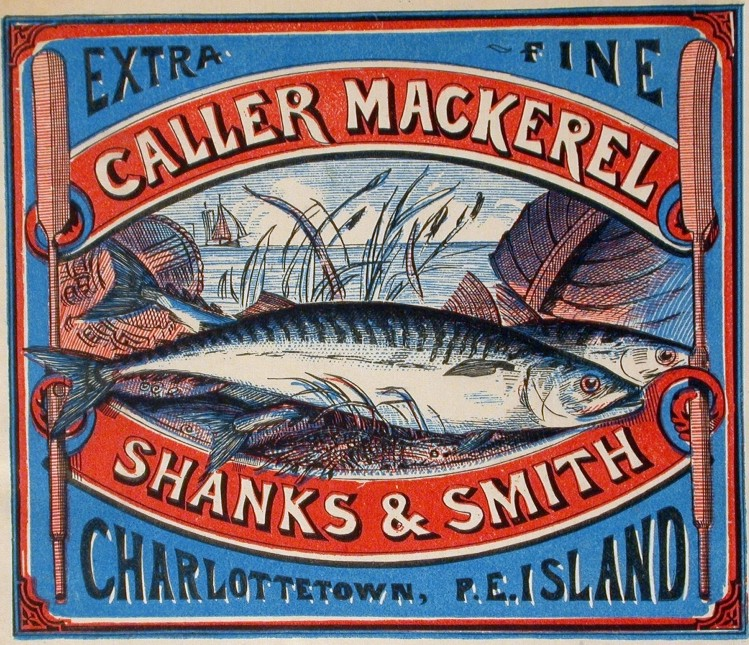
Étiquette commerciale de Caller Mackerel, Shanks & Smith, Charlottetown, Île-du-Prince-Édouard.

John Henry Walker (1831 - 1899) est un artiste canadien originaire du comté d'Antrim en Irlande du Nord, pionnier dans le domaine de la gravure et de l'illustration.

## Biographie
Fils du médecin John Walker et de Margareth Jackson, John Henry Walker naît en 1831 à Antrim en Irlande. Jeune garçon, il émigre en 1842 pour le Canada avec sa famille, installée à Toronto dans le Haut-Canada.
En 1845, il est apprenti pendant trois ans pour le graveur Cyrus A. Swett, qui le forme à la gravure sur cuivre et sur bois.
Il a fourni des gravures pour des catalogues, des rapports gouvernementaux, des publicités et des magazines tels que The Canadian Illustrated News, L'Opinion publique et Le Monde illustré, et il a également produit l'illustration de la couverture pour le lancement de Punch in Canada en 1849. Le magazine a été conçu sur le modèle du Punch et a échoué lorsqu'il a été publié par Walker sous forme d'hebdomadaire. Ses autres périodiques humoristiques éphémères sont The Jester, Grinchuckle et Diogenes. Il est considéré comme un pionnier de la caricature politique au Canada et a dominé la gravure à Montréal de 1845 à 1890. Son héritage d'illustrations donne un riche aperçu de la vie au Canada victorien.
Une grande partie de l'œuvre de Walker est aujourd'hui conservée au Musée McCord, grâce à un don qu'avait fait sa fille Rosaleen Walker-Mignault à David Ross McCord en 1911. 

## Galerie

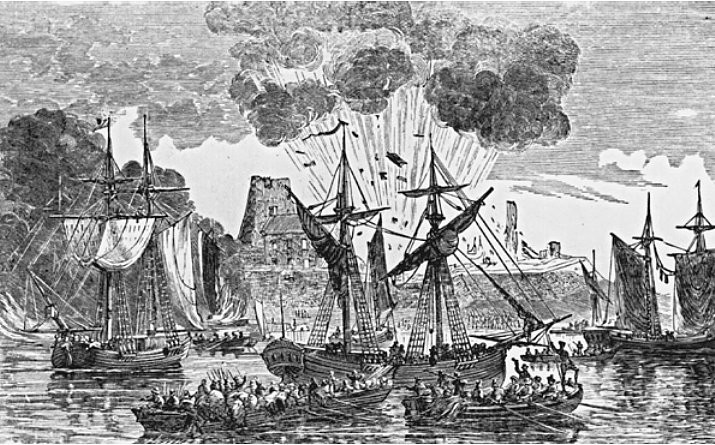
La capture du Fort français Frontenac par les britanniques en 1758.
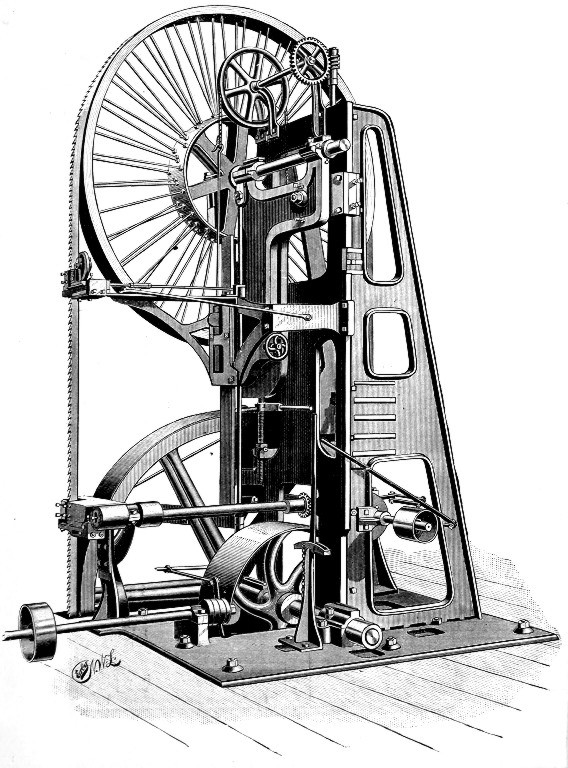
Gravure d'une scie à ruban 1850-185?.
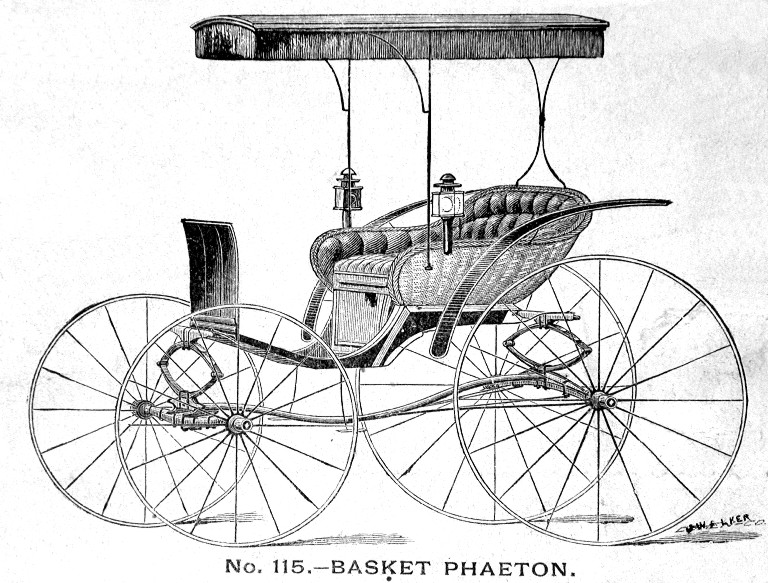
Gravure sur bois de basket phaeton, vers 1870.